# هيليغنكروز
هيليغنكروز (بالألمانية: Heiligenkreuz) هي بلدية في منطقة بادن في ولاية النمسا السفلى.